# Symbellia viridipes
Symbellia viridipes är en insektsart som beskrevs av Marius Descamps 1964. Symbellia viridipes ingår i släktet Symbellia och familjen Euschmidtiidae. Inga underarter finns listade i Catalogue of Life.